# Lhakpa Sherpa
Lhakpa Sherpa (Makalu, 1973) es una alpinista y sherpa nepalí. Ha escalado el Everest diez veces, el mayor número de mujeres en el mundo. Su décima y última ascensión, que batió el récord, tuvo lugar el 12 de mayo de 2022, y la financió mediante una campaña de crowdfunding. En 2000, se convirtió en la primera mujer nepalí en escalar y descender el Everest con éxito. En 2016, fue incluida en la lista de las 100 mujeres de la BBC.

## Primeros años
Lhakpa Sherpa nació en una cueva de la región y no recibió educación formal. Creció en Balakharka, un pueblo de la región nepalí de Makalu, en el Himalaya. Es una de 11 hermanos y madre soltera de dos hijas y un hijo.

## Carrera
En 2000 fue la líder de una expedición patrocinada por Asian Trekking. El 18 de septiembre de 2000 se convirtió en la primera mujer nepalí en hacer cumbre en el Everest y sobrevivir a su bajada (la primera en conseguirlo, aunque falleció en la bajada fue Pasang Lhamu Sherpa, en 1993). Esta ascensión fue con la Expedición del Milenio de Mujeres Nepalíes.
En 2003, la cadena de televisión estadounidense PBS señaló que había hecho cumbre en el Everest tres veces, el mayor número de veces para una mujer. En mayo de 2003 alcanzó la cima con su hermana y su hermano, Ming Kipa y Mingma Gelu.
En 2007, Lhakpa Sherpa había hecho cumbre en el Everest seis veces desde 1999 y su marido nueve. Ese año organizaron una presentación sobre su viaje al Everest en 2007, en la que se recaudaron donativos para la guardería Quaker Lane Cooperative Nursery School. Gheorghe y Lhakpa hicieron cumbre en el Everest cinco veces juntos.
En 2016 hizo cumbre en el Everest desde el Tíbet (China), lo que supuso su séptima cumbre. La presidenta de la Mount Everest Summiteers' Association, una mujer nepalí y trabajadora de altura Maya Sherpa también hizo cumbre, pero desde Nepal. Maya Sherpa es otra mujer nepalí que ha batido récords y también ha hecho cumbre en el K2.

## Vida personal
Lhakpa debe su nombre al día de la semana en que nació (miércoles). Aunque nació en Nepal, actualmente reside en Estados Unidos y se dedica al cuidado de sus tres hijos y a diversos trabajos. Ha trabajado en la tienda estadounidense 7 Eleven. Trabajó en Whole Foods Market.
Sin embargo, en entrevistas señaló su deseo por la montaña, una condición vista anteriormente en escaladores como George Mallory y Yuichiro Miura, según el medio británico The Daily Telegraph. Tiene dos hijas y un hijo, y estuvo casada con Gheorghe Dijmărescu, rumano-estadounidense, durante 12 años. Se conocieron en 2000 en Katmandú (Nepal) y se casaron en 2002. En 2008, Gheorghe enfermó de cáncer, lo que, unido a las facturas médicas, fue uno de los factores que crearon tensión en su matrimonio.
El matrimonio se rompió en 2012, cuando Dijmărescu se volvió violento y golpeó a Lhakpa Sherpa hasta el punto de llevarla a urgencias; un trabajador social del hospital la ingresó a ella y a sus dos hijas en un centro de acogida local, donde permanecieron ocho meses. En 2016, empezó a recibir de nuevo reconocimientos en diversos espacios informativos como la mujer con más cumbres en el Everest, y ese año completó su séptima cumbre.